# Leptogaster clavistyla
Leptogaster clavistyla là một loài ruồi trong họ Asilidae. Leptogaster clavistyla được Rondani miêu tả năm 1848. Loài này phân bố ở vùng Tân nhiệt đới.